# Carcano (geweer)
De Carcano was het standaardgeweer van Italië tussen 1892 en 1945. Voluit heet het geweer Fucile Modello 1891, wat Geweer Model [van het jaar] 1891 betekent.

## Geschiedenis
Als gevolg van de Franse invoering van de 8×50mmR Lebel-patroon ging Italië in 1888 op zoek naar een vervanger van het 10,4mm 1870/87 Vetterli-Vitali geweer.
Hoewel de commissie zich eerst richtte op patronen met een kaliber van 7,5 tot 8 millimeter, verschoof de aandacht al snel naar kleinere kalibers, van 6 tot 6,5 millimeter. Dit kwam mede door de verloren Slag bij Dogali, in Eritrea.
In de Slag bij Dogali zouden ongeveer 500 Italiaanse soldaten het op nemen tegen 1.500 Eritreeërs, totdat zij al hun munitie verschoten. De Italianen meenden dat een zo klein mogelijk kaliber grote voordelen zou bieden: zo kan men meer munitie op de man dragen. De voorstander van deze aanpak, Majoor Antonia Benedetti, kreeg zijn zin, en op 18 april 1890 wordt de 6,5 mm patroon verkozen tot standaardpatroon.
Tegelijkertijd werd gezocht naar een nieuw geweer. Nadat ongeveer 60 geweren waren bestudeerd tussen 1890 en 1891, bleven er twee over: No. 1 van het Torino arsenaal, en No. 2 van het Terni en Torre Annunziata arsenaal. Na enkele aanpassingen werden deze geweren als respectievelijk No. 1 bis en No. 2 bis aangeduid. Uiteindelijk zou de No. 1 bis, met een Mauser-grendel, Mannlicher-magazijn, en Carcano-veiligheidspal winnen. Het wapen werd op 29 maart 1892 officieel in dienst gesteld.

## Varianten
Moschetto Modello 1891, cal. 6,5Een karabijn-variant voor de cavalerie.
Moschetto Modello 91/38, cal. 7,35De bovengenomede Moschetto Modello 1891 in kaliber 7,35×51mm, met een andere spoed en een niet-verstelbaar vizier gekalibreerd voor 200 meter.
Moschetto Modello 91/38, cal. 6,5In 1940 werd besloten om terug te gaan naar kaliber 6,5mm. Zodoende werd ook de productie van 91/38 karabijnen omgeschakeld naar 6,5mm. Tussen 1940 en 1943 werden ongeveer 1.618.000 karabijnen van dit model geproduceerd.
Moschetto Modello 1891 per Truppe SpecialiEen karabijnvariant voor de artillerie, genie, bevoorradingstroepen, en overige.
Moschetto Modello 1891 per Truppe Speciali ModificatoDe bovengenoemde Moschetto Modello 1891 per Truppe Speciali, aangepast (modificato) met een bajonethaft gelijk aan de Fucile Modello 1891.
Moschetto Modello 91/28 per Truppe SpecialiDe 91/28 karabijn verschilt enkel van de bovengenoemde Truppe Speciale karabijnen wat betreft de korrel. Deze is namelijk met een zwaluwstaartverbinding bevestigd.
Moschetto Modello 91/38 per Truppe Speciali, cal. 7,35
Moschetto Modello 91/38 per Truppe Speciali, cal. 6,5
Moschetto Modello 91/24
Fucile Modello 91/38, cal 7,35
Fucile Modello 91/38, cal 6,5
Fucile Modello 40 & 41
Moschetto Regolamentare Balilla Modello 1891 RidottoTrainingsgeweer voor fascistische jeugdgroeperingen vergelijkbaar met de Hitlerjugend.